# Ferryland (circonscription électorale)
Circonscription électorale provinciale du Canada
Ferryland est une circonscription électorale provinciale de la Chambre d'assemblée de la province canadienne de Terre-Neuve-et-Labrador.

## Liste des députés
| Ferryland |                        |                           |                |             |
| Député    | Député                 | Parti                     | Mandat         | Législature |
|           | Peter John Cashin (en) | Indépendant               | 1949 - 1951    | 29e         |
|           | Peter John Cashin (en) | Progressiste-conservateur | 1951           | 29e         |
|           | Augustine Duffy (en)   | Progressiste-conservateur | 1951 - 1952    | 30e         |
|           | Myles Murray (en)      | Libéral                   | 1952 - 1956    | 30e         |
|           | Myles Murray (en)      | Libéral                   | 1956 - 1959    | 31e         |
|           | Myles Murray (en)      | Libéral                   | 1959 - 1962    | 32e         |
|           | Myles Murray (en)      | Libéral                   | 1962 - 1966    | 33e         |
|           | Aidan Maloney (en)     | Libéral                   | 1966 - 1971    | 34e         |
|           | Thomas Doyle (en)      | Progressiste-conservateur | 1971 - 1972    | 35e         |
|           | Thomas Doyle (en)      | Progressiste-conservateur | 1972 - 1975    | 36e         |
|           | Charlie Power (en)     | Progressiste-conservateur | 1975 - 1977    | 37e         |
|           | Charlie Power (en)     | Progressiste-conservateur | 1979 - 1982    | 38e         |
|           | Charlie Power (en)     | Progressiste-conservateur | 1982 - 1985    | 39e         |
|           | Charlie Power (en)     | Progressiste-conservateur | 1985 - 1989    | 40e         |
|           | Charlie Power (en)     | Progressiste-conservateur | 1989 - 1992    | 41e         |
|           | Loyola Sullivan (en)   | Progressiste-conservateur | 1992 - 1993    | 41e         |
|           | Loyola Sullivan (en)   | Progressiste-conservateur | 1993 - 1996    | 42e         |
|           | Loyola Sullivan (en)   | Progressiste-conservateur | 1996 - 1997    | 43e         |
|           | Loyola Sullivan (en)   | Progressiste-conservateur | 1999 - 2003    | 44e         |
|           | Loyola Sullivan (en)   | Progressiste-conservateur | 2003 - 2006    | 45e         |
|           | Keith Hutchings (en)   | Progressiste-conservateur | 2007           | 45e         |
|           | Keith Hutchings (en)   | Progressiste-conservateur | 2007 - 2011    | 46e         |
|           | Keith Hutchings (en)   | Progressiste-conservateur | 2011 - 2015    | 47e         |
|           | Keith Hutchings (en)   | Progressiste-conservateur | 2015 - 2019    | 48e         |
|           | Loyola O'Driscoll (en) | Progressiste-conservateur | 2019 - 2021    | 49e         |
|           | Loyola O'Driscoll (en) | Progressiste-conservateur | 2021 - présent | 50e         |